# Yuexiu

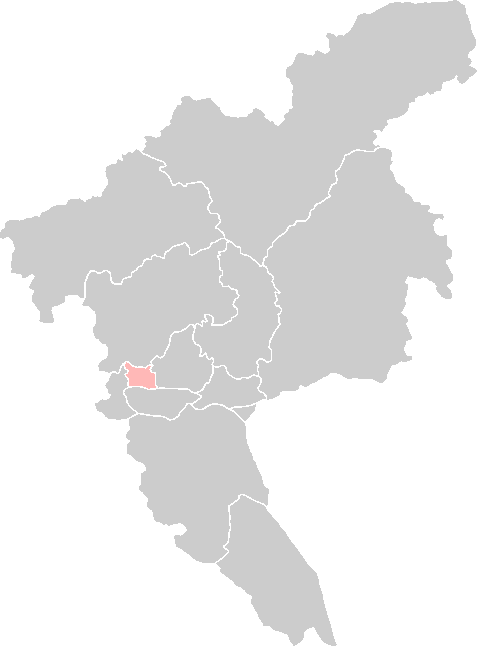
Położenie dzielnicy Yuexiu

Yuexiu (chiń. 越秀区) – dzielnica Kantonu, w prowincji Guangdong, w Chińskiej Republice Ludowej. Powierzchnia dzielnicy wynosi 32,82 km² i jest zamieszkana przez 1 151 481 mieszkańców.